# Hemerobius montsae
Hemerobius montsae är en insektsart som beskrevs av Monserrat 1996. Hemerobius montsae ingår i släktet Hemerobius och familjen florsländor. Inga underarter finns listade i Catalogue of Life.